# Kvantum
Kvantum (z lat. quantum, „kolik“) je v kvantové fyzice nejmenší nedělitelné množství veličiny, která se podílí na interakci. Převod spojité veličiny na násobek diskrétních kvant se nazývá kvantování.
Například foton je kvantum světla nebo jiného elektromagnetického záření určené Planckovou konstantou. Naopak graviton jako hypotetické kvantum gravitace je nevyřešený problém a jedním z nejdůležitějších otázek současné fyziky.

## Fyzika
Řada významných objevů na konci 19. a počátku 20. století je založena na myšlence, že určité fyzikální veličiny nejsou spojité a libovolně dělitelné, nýbrž kvantované. Příkladem může být foton jako elementární jednotka světelné energie nebo vázaný elektron v klidu jako jednotka hmoty.
V tomto speciálním smyslu slovo poprvé použil německý fyzik Julius Robert von Mayer a Hermann von Helmholtz. Max Planck si všiml, že zahřívané předměty mění barvu, a roku 1901 publikoval významný článek „O elementárních kvantech hmoty a elektřiny“. Problém „záření černého tělesa“ zkoumal také německý fyzik Philipp Lenard. Roku 1905 publikoval Albert Einstein článek „O jednom heuristickém hledisku na vznik a proměny světla“, kde vyslovil hypotézu, že záření se děje v prostorově lokalizovaných „světelných kvantech“. Za tyto objevy obdrželi Nobelovy ceny: Lenard v roce 1905, Planck v roce 1918 a Einstein roku 1921.
Fyzikální kvantum se vyznačuje vlnovou nebo částicovou povahou v závislosti na tom, zda je principiálně možné měřit jeho vlastnosti. Je-li zamezeno kvantu jakýmkoliv způsobem interagovat s okolím, získá povahu vlny, v opačném případě existuje jako částice. Přímým důsledkem tohoto chování je neslučitelnost kvantové mechaniky s klasickou fyzikou, kde se zdá, že vlnový, či částicový charakter ovlivňuje pozorovatel pouze svým pozorováním, jelikož i samotný proces pozorování je interakcí.[zdroj?]

## Předchůdci
Aristotelés přesně rozlišil věci počitatelné a oddělené od měřitelných a spojitých  a kvantitu pokládal za samostatnou kategorii, což stoikové popírali. Myšlenku nespojité, částicové povahy skutečnosti vyslovili řečtí atomisté a rozvedl latinský básník Lucretius Carus v básni „O přírodě“ z 1. století. Myšlenku oživil například Francisco Suárez, podle něhož se hmota skládá z nedělitelných částic. René Descartes se snažil ve spise „O světě“ (1633) vysvětlit různé vlastnosti látek z různých tvarů elementárních částeček hmoty, podobně jako atomista Pierre Gassendi. Dalším krokem byl objev chemických prvků v 18. století a objev spontánního radioaktivního rozpadu (Henri Becquerel, 1896).